# Det var en lørdag aften (folkevise)
 For alternative betydninger, se Det var en lørdag aften. (Se også artikler, som begynder med Det var en lørdag aften)
"Det var en lørdag aften" er en dansk folkevise. Visen kendes fra Svend Grundtvigs bearbejdning, der udkom første gang i P.O. Boisens sangbog Nye og gamle Viser af og for Danske Folk i 1849.
Visen findes dog allerede trykt i en anden version i 1837.
Det er usikkert hvor gammel "Det var en lørdag aften" er.
Visen er enkel med fire linjer i hvert vers med rimskemaet "abcb". Der er fem vers i den først kendte udgave og otte i Grundtvigs bearbejdning. Visen beskriver en ung pige, der forgæves venter på sin elskede en lørdag aften, og da hun heller ikke ser ham i kirken dagen derpå, reflekterer hun i sin fortvivlelse over kærligheden og — i Grundtvigs version — tror aldrig, hun kommer til at elske igen.
"Det var en lørdag aften" er optaget i Kulturkanonen fra 2006 som en af tolv højskolesange under partiturmusik. Den er indspillet i en lang række udgaver med så forskellige kunstnere som Else Brems, Niels-Henning Ørsted Pedersen og Kenny Drew samt Kim Larsen & Kjukken.

## Oprindelse
Georg Metz hævder, at sangen "efter alt at dømme" stammer fra 1400–1500-tallet.
Den er sporet til at optræde første gang på tryk i 1837 og angives da til at være optegnet på Skanderborgegnen nærmere bestemt Adslev.
Det var Frederik Sneedorff Birch, der i 1837 udgav fem viser i Danske Folkeviser og Melodier.
Sneedorff Birch angiver om viserne, at de "af Samleren optegnede i samme Form, hvori han har modtaget dem af de jydske Bønderpigers Mund".
Ulrik Lehrmann medgiver, at sangen kan stamme fra 1400–1500-tallet, men mener samtidig at visen ikke behøver at være særlig gammel (i forhold til førstetrykket i 1837) eller at den kunne "stamme fra et ikke længere kendt 1600–1700-tals skillingstryk i arkaiserende folkevisestil, hvorfra den så ad snirklede omveje er vandret videre til bondepigen på Skanderborgegnen".
Andre litterater er også af den formodning, at "den er sandsynligvis digtet langt senere end de middelalderlige folkeviser".
I Andreas Peter Berggreens sangbog Folke-sange og melodier ser man en version (nummer 123a i anden udgave fra 1860) angivet "Fra Nordsjælland", mens versionen med den gængse melodi (nummer 123b) er uden angivelse af oprindelse, dog at "Texten en Omdigtning af den foregaaende Folkevise ved Svend Grundtvig".
På skrift er det også hævdet, at Svend Grundtvig hørte visen fra "en gammel mand eller kone" på "Århusegnen."

## Tekst
I den lyriske kærlighedsvise beskriver en jeg-fortæller om sine forventninger til sin elskede kæreste, der viser sig at svigte. Om lørdagen venter fortælleren forgæves på at kæresten kommer, men fortælleren må gå alene i seng. Næste dag om søndagen håber fortælleren at møde kæresten ved kirken, men der kommer kæresten heller ikke.
Indirekte beskrives jeg-fortælleren som en kvinde gennem blandt andet "flettede mit hår".
Visens strofer har 4 verselinjer med rimskemaet abcb. Grundtvigs 1849-version har 8 strofer, medens versionen fra 1837 har 5 strofer,
og en version i Berggreens melodibog har 6 strofer.
De 4 første strofer i alle tre versioner svarer til hinanden mens 1837-versionens sidste strofe svarer til den nyere versions 7. strofe (forskelle er angivet med kursiv):
|   | 1837-version                                                                                           | "Fra Nordsjælland"                                                                                     | 1849-version                                                                                                |
| - | --- | --- | --- |
| 1 | Det var en Lørdagaften jeg sad og vented dig; du loved mig at komme, men kom dog ei til mig.           | Det var en Lørdag-Aften, Jeg sad og vented dig; Du loved mig at komme, Men kom dog ei til mig          | Det var en Lørdag-Aften, Jeg sad og vented Dig, – Du loved mig at komme vist, Men kom dog ei til mig!       |
| 2 | Jeg lagde mig paa Sengen og græd saa bitterlig; og hver en Gang at Døren gik, jeg troede, det var dig. | Jeg lagde mig paa Sengen Og græd saa bitterlig, Og hver en Gang at Døren gik, Jeg troede det var dig.  | Jeg lagde mig paa Sengen Og græd saa bitterlig, Og hver en Gang at Døren gik, Jeg troede, det var Dig. –    |
| 3 | Jeg stod op Søndagmorgen og græd saa bitterlig; jeg vilde hen til Kirken gaae, for at beskue dig.      | Jeg stod op Søndag Morgen Og klædede mig paa; Jeg vilde hen til Kirken gaae For at beskue dig.         | Jeg stod op Søndag-Morgen Og flættede mit haar; Saa gik jeg mig til Kirken hen, Og om den Kirkegaard.       |
| 4 | Men der jeg kom til Kirken, da saae jeg ikke dig; da var du gaaet en anden Vei, for at bedrage mig.    | Men da jeg kom til Kirken, Da var du ikke der; Men du var gaaet en anden Vei For at bedrage mig.       | Men du kom ei til Kirke Og ei i Kirken ind, For Du har faaet en Anden kjær, Og slaget mig af Sind.          |
| 5 | | | Jeg gik mig hjem så ene Henad den Kirkesti, Og hvert et Spor paa Stien var, Der faldt min Taare i.          |
| 6 | | Det røde Guld, det Baand, Som du har givet mig, Det er det bedst, du ta'er igjen, Det vil jeg sige dig | De røde Baand og skjønne, Som Du engang mig gav – Dem bærer jeg ret aldrig meer, Jeg stunder til min Grav.  |
| 7 | Hvor skal man plukke Roser, hvor ingen Roser er; hvor skal man Elskov finde, hvor ingen Elskov er?     | Hvor skal man finde Roser, Hvor ingen Roser er? Hvor skal man finde Kjærlighed, Hvor Kjærlighed ei er? | Hvor kan man plukke Roser Hvor ingen Roser groer! Hvor kan man finde Kjærlighed, Hvor Kjærlighed ei boer! – |
| 8 | | | Jeg ville roser plukke, – Jeg plukker ingen fleer – Jeg elsked Dig saa inderlig, Jeg elsker aldrig meer.    |

I forhold til 1837-versionen har Grundtvigs 1849-version lidt mindre simple rim.
I den ældste version rimes der på dig/mig og er/er, mens der for den yngste rimes tilsvarende på ind/sind og groer/boer.
Den ældste version gentager også rimet fra 2. strofe i 3. strofe (bitterlig/dig), mens den yngste version konstruerer et nyt rim med haar/Kirkegaard. Forøvrigt rimer bitterlig og dig ikke med moderne udtale (bitterli/daj).
Den nyere version indfører også en række nye elementer: kirkesti, tåre og jeg-fortællerens følelsesmæssige og tragiske situation understreges med de tilføjede linjer "Der faldt min Taare i", "Jeg stunder til min Grav" og "Jeg elsker aldrig meer".
De ældre versioner er et par steder mere direkte med ordene "beskue" og "bedrage": Det hedder "jeg vilde hen til Kirken gaae, for at beskue dig" i stedet for "Saa gik jeg mig til Kirken hen, Og om den Kirkegaard" og "for at bedrage mig" over for "Og slaget mig af Sind".
Ifølge Georg Metz vidner det om en mere "konkret og kødelig interesse" i den folkelig version med "stærke følelser" og langt fra "det indadvendte, halvt selvmedlidende og resignerede" i Grundtvigs sarte version.
Metz påpeger også at den folkelige version slutter åbent med et spørgsmål, mens Grundtvig lader sin omarbejdning slutte kategorisk med "Jeg elsker aldrig meer".
Poul Henningsen skrev ny tekst til sangen i 1953 for Helsingør Revyen.
Frem for at lade kvinden være forsmået, gør Henningsen hende til en oprørsk kvinde der ikke følger manden. Henningsen bevarer den oprindelige melodi i revyvisen.
Anderledes valgte den danske popduo Souvenirs at skrive ny tekst og melodi, men at bevare temaet om at være "brændt af" en lørdag aften. Deres sang En Rastløs Lørdag Aften fra 1996 begynder med "Det var en lørdag aften", men fortsætter så "jeg sad og sminked' mig". Senere i sangen lånes "Du loved' mig at komme, men kom dog ej til mig" fra den oprindelige tekst.
Östen Warnerbring indsang en svensk-sproget version, Det var en lørdagsafton, hvor han havde ændret i indholdet af teksten til at handle om hans erindring om Danmarks befrielse i maj 1945.

## Melodi
Med den kendte melodi skal første og anden verselinje gentages på samme melodifrase, og tredje og fjerde verselinje skal også gentages, men på forskellig frase.
I Berggreens Folke-sange og melodier og den senere Danmarks Melodibog er sangen noteret i F-dur og spænder en stor none fra et c' til d".
Visens meloditoner holder sig inden for den diatoniske skala.
Berggreens version indeholder også et parallelt klaverarrangement. Her er tempobetegnelsen andantino.
Georg Metz karakteriserede melodien som "repeterende, enkel, melankolsk".
Melodien i Boisens ældre melodibog fra 1852 adskiller sig lidt fra den gængse, derved at den efter gentagelsestegnet vælger et par andre toner at føre melodien med.
Den er som den senere melodi i Danmarks Melodibog noteret i F-dur og 2/4.
I Boisens melodibog får den også tempobetegnelsen andantino men det er udelukkende melodien uden harmonisering der er angivet.
Et fragment af melodierne har sammenfald med En yndig og frydefuld sommertid og Spurven sidder stum bag kvist.

### "Fra Nordsjælland"-versionen
Den første version i A.P. Berggrens melodibog er en hel anden melodi.
I bogen er den noteret i B-dur med tempobetegnelsen "Andantino".

## Udgivelser
Grundtvig fandt ikke visen værdig til optagelse i sit værk Danmarks gamle Folkeviser.
Første gang visen nåede en vis kanonisering var med førsteudgaven af Folkehøjskolens Sangbog fra 1894.
Året efter blev den udgivet som en del af første bind af Danmarks Melodibog i et klaverarrangement.
Man finder også visen inkluderet i Svend Nielsens antologi over 147 traditionelle danske lyriske kærlighedsviser.
I Højskolesangbogens 19. udgave er den nu nummer 453.
Edition S har udgivet Phillip Fabers arrangement for pigekor i 2021.

## Indspilninger
Folkevisen er indspillet af mange forskellige danske sangere.
En af de tidligste indspilninger er af Lulu Ziegler med Willy Sørensens Strygeensemble fra 1949.
Året efter indsang den danske mezzosopran Else Brems sangen.
Susse Wold indsang Det var en lørdag aften med klaverarrangement.
Niels-Henning Ørsted Pedersen indspillede med Kenny Drew en jazzet instrumentaludgave af sangen til albummet Duo udgivet i 1973.
Tingluti Ensembles version var arrangeret af Uffe Gotved og Ejnar Kampp og udkom på albummet Songs and dances from Denmark.
Mathias Grip lagde ny melodi til og omarbejdet teksten til en version der udkom i 2000.
Kim Larsen & Kjukken udgav deres version på albummet Glemmebogen fra 2001,
og samme år udkom Peter Abrahamsens album Tit er jeg glad samt Harald Haugaard og Morten Alfred Høirups album Lys med sangen.
Channe Nussbaum bevarede teksten, men gav teksten ny melodi til sin a cappella-indspilning på albummet Hvis det ikke er kærlighed, der udkom i 2006. I hendes version er to strofer slået sammen til en strofe og hun gentager ikke verselinjerne.
Jokeren og Mikael Simpson har også ladet sig inspirere af sangen.
Östen Warnerbring versioner forekommer på albummet Østen warnerbring fra 1976 og albummet Østen på dansk fra 1977.
Birgitte Bruun har indspillet Poul Henningsens version til albummet Sange af P.H. fra 1989.

## Vurderinger og påvirkninger
Sangen blev i 2006 optaget på Kulturkanonen som en af 12 højskolesange under partiturmusik.
Med En yndig og frydefuld sommertid var den her de to kanoniserede folkeviser.
I Modersmål-Selskabets kanon fra 2005 på 20 sange og 10 salmer finder man også visen.
I Klaus Lynggaards bud i 2005 på 12 kanoniske danske sange indgik også Det var en lørdag aften. Han skrev "Nok den skønneste af dem alle og én af de der eksemplariske sange, der ubesværet og elegant demonstrerer den uimodsigelige sammenhæng mellem tekst og melodi" og anså den for "Så enkel, at det nærmer sig det puritanske".
Til digtsamlingen Mit yndlingsdigt valgte Niels Hausgaard Det var en lørdag aften. Han begrundede sit valg med:
"Det er så enkelt og rent i tonen, at det kun overgås af naturen selv. Det handler om ulykkelig kærlighed, et smerteligt fænomen der formentlig vil være det samme til alle tider." Hausgaard kaldte det "smuk" og "et eviggyldigt billede af mennesket, når det er smukkest og allermest menneske."
Folkevisen gav navn til Erik Ballings film fra 1968 med samme navn, hvor Balling selv og Klaus Rifbjerg stod for manuskriptet.
Samme år udgav Charlotte Standgaard en digtsamling med titlen Det var en lørdag aften.
Jan Mågård opsatte også en teaterforestilling på Rialto Teatret med titlen.
En Søndags-B.T.'s krimiroman af Maria Riiser bærer titlen Det var en lørdag aften.